# جامعة أندروز
جامعة أندروز هي جامعة جامعة خاصّة في سبتيون في بيرين سبرينجز بولاية ميشيغان. تأسَّست في عام 1874 باسم كلية باتل كريك، وكانت أول منشأة للتعليم العالي بدأها السبتيون وهي الجامعة الرائدة في نظام مدارس السبتيين، ثاني أكبر نظام مدرسي مسيحي في العالم.
تتكون الجامعة من ثماني مدارس أو كليات، تقدم 130 تخصصًا جامعيًا و70 تخصصًا للدراسات العليا. بالإضافة إلى ذلك، يتم تقديم شهادات ما بعد البكالوريا من قبل الجميع. وهي معتمدة من قبل لجنة التعليم العالي وجمعية الاعتماد السبتيين (AAA).

## تاريخ

### 1874–1901: كلية باتل كريك
تأسست جامعة أندروز كمدرسة أدفنتست صغيرة لليوم السابع تسمى كلية باتل كريك في عام 1874 سميت على اسم مدينة باتل كريك القريبة بولاية ميشيغان.

### 1901-1959: كلية إيمانويل التبشيرية
في عام 1901، انتقلت المدرسة من باتل كريك بولاية ميشيغان إلى موقعها الحالي في بيرين سبرينغز. يقال إن كل شيء كانت المدرسة قد تم تعبئته في 16 عربة صندوقية وإرسالها في طريقها. تم تغيير اسم المدرسة إلى «إيمانويل ميزيانوري كولِج»، أو EMC اختصارًا. باعتبارها «المدرسة الأولى بيننا التي تحمل اسمًا توراتيًا مميزًا».
بعد انتقال كلية هذه التي كانت تُعرف باسم كلية باتل كريك إلى بيرين سبرينجز، افتتح الدكتور جون هارفي كيلوج كلية باتل كريك جديدة في باتل كريك تحت رئاسته في عام 1923، من خلال الجمع بين مدرسة التدريب الحالية للممرضات، مدرسة الاقتصاد المنزلي، ومدرسة التربية البدنية. عملت كلية باتل كريك هذه حتى عام 1938.
استمرت كلية إيمانويل التبشيرية في النمو ببطء خلال أوائل القرن العشرين. في الأربعينيات من القرن الماضي، تم بناء نيثيري هال، الموقع الحالي لكلية الفنون والعلوم، كمبنى إداري. شكل تشييده تتويجا لبرنامج بناء جريء.

#### مدرسة اللاهوت
في الثلاثينيات من القرن الماضي، أسس قادة السبتيين مدرسة لاهوتية. في البداية، كانت تقع في حرم كلية باسيفيك يونيون في وادي نابا، كاليفورنيا. في وقت لاحق تم نقله إلى واشنطن العاصمة ويقع بالقرب من المقر الرئيسي الطائفي.

### 1959-1974: جامعة أندروز
تُوجت الأحداث التالية بنقل برنامج الدراسات العليا والمدرسة اللاهوتية لجامعة بوتوماك من واشنطن العاصمة والانضمام إلى المدرسة في بيرين سبرينغز في عام 1959. 

#### جامعة بوتوماك
في عام 1956، قرر قادة الطوائف تنظيم جامعة لتدريب المعلمين الابتدائية والثانوية في مدرسة أدentنتست بدلاً من إرسالهم إلى جامعة غير منتسبة والتي لا تروج لمنظور طائفي."
في عام 1956 تم منح ميثاق. سميت المدرسة الجديدة جامعة بوتوماك. في وقت سابق، نصحت إيلين وايت، الشريك المؤسس للكنيسة الأدنتستية، بأن مدارس الأدنتست تقع في المناطق الريفية. بحث قادة الكنيسة عن موقع ريفي مناسب حيث يمكن أن تكون الجامعة الجديدة قريبة من كلية واشنطن التبشيرية، التي أصبحت الآن جامعة واشنطن السبتية، وتتبعها. على مدار عامين، تم بذل الجهود للعثور على مثل هذا الموقع. أخيرًا تم التخلي عن الفكرة. تم تضمين الكثير من النفقات في اتخاذ مثل هذه الخطوة.
في مجلس الخريف لعام 1958، الذي عقد في واشنطن، دعا مجلس كلية إيمانويل التبشيرية المؤتمر العام لتحديد موقع جامعة بوتوماك في حرمها الجامعي. بعد مداولات متأنية، صوت المجلس بالإجماع لقبول العرض ونقل المؤسسة إلى حرم جامعة أندروز.
تم إجراء ترتيبات مماثلة لتلك المتوخاة لكلية واشنطن التبشيرية مع شركة إي إم سي. لم تفقد كلية إيمانويل التبشيرية هويتها. وظلت الكلية لشباب مؤتمر ليك يونيون، لكنها كانت تابعة لجامعة السبتية الجديدة. في عام 1959، وصف رودي، نائب رئيس المؤتمر العام لـجامعة أندروز، علاقة جامعة الدراسات العليا الجديدة بكلية إيمانويل ميزيونوري:
تأسست جامعة بوتوماك (اسم جديد قيد الدراسة) لتلبية احتياجات الخريجين للطلاب والمعلمين والوزراء و ^ العاملين الآخرين في الكنيسة. باعتبارها «مؤسسة مؤتمر عام من نوع الجامعة» فهي تجتذب الطلاب من جميع أنحاء العالم. ستستمر المدرسة الجامعية - إيمانويل ميزيونوري كولج - في تجنيد طلابها من أراضيها، ولكن يمكن للمدرسة ومدرسة الدراسات العليا تجنيد الطلاب من جميع أنحاء العالم.

#### إعادة التسميّة
بسبب إضافة برامج الدراسات العليا والمدرسة الدينية في عام 1960، تم تغيير اسم المدرسة إلى «جامعة أندروز» تكريماً لجون نيفينز أندروز، الباحث الأدفنتستي وأول مبشر خارجي تم رعايته رسميًا للكنيسة السبتيين. على مدى السنوات الثلاث الماضية، ناقش قادة الكنيسة اسمًا جديدًا مناسبًا لهذه الجامعة التي تخرجت. 
في 18 أبريل 1957، أعطى تقرير محضر الاجتماع العام للمؤتمر استنتاجًا مفاده أن "اسم كلية الدراسات العليا هو الجامعة الأدفنتستية"، ثلاث سنوات، في 5 أبريل 1960، محضر اجتماع الربيع للجنة العامة للمؤتمر. أوصت بأن تكون جامعة أندروز، قائلا: "لقد تم اختيار هذا الاسم لأنه يكرم التبشيرية الأولى لنا، وهو رجل العلماء، مخصص، أندروز، وهو الاسم الذي يتمتع بجاذبية قوية جدا السبتيين.
بعد ستة أشهر، قرر مجلس الخريف الذي انعقد في 26 أكتوبر «تسمية جامعة الساحل الغربي بجامعة لوما ليندا». تكشفُ هذه المحاضر عن وعي متزايد بين قادة الكنيسة بأن كنيسة الأدنتست السبتيين بها جامعتان، وليس جامعة واحدة فقط، متطورتان؛ واحد في الشرق وواحد في الساحل الغربي. تُعرف المدرسة اليوم باسم مدرسة السبتيين اللاهوتية.

### 1974 حتى الآن
في عام 1974، تم تنظيم قسم البكالوريوس في أندروز في كليتين - كلية الآداب والعلوم وكلية التكنولوجيا. تأسست كلية إدارة الأعمال، التي نشأت عن قسم إدارة الأعمال، في عام 1980. في خطوة مماثلة، أصبحت وزارة التربية والتعليم مدرسة التربية في عام 1983. في عام 1993، أصبح قسم الهندسة المعمارية قسم الهندسة المعمارية، وهو الآن كلية الهندسة المعمارية والفنون والتصميم. في الوقت نفسه، تمت إعادة هيكلة البرامج الحالية والجديدة في مجال التكنولوجيا وافتتحت مدرسة جديدة للمهن الصحية في عام 2012. تم اعتماد الهيكل التنظيمي الحالي لكلية الدراسات العليا عام 1987. الآن كلية الدراسات العليا والبحث، تشرف على برامج الدراسات العليا وأنشطة البحث على مستوى الحرم الجامعي.
انضمت جامعة جريجس إلى أندروز في عام 2011 لتصبح كلية التعليم عن بعد. إنه يوسع الوصول إلى تعليم الأدفنتست خارج الحرم الجامعي، والمجتمع والحدود الوطنية. وهو يدعم جميع المدارس في تسليم الدرجات العلمية في المواقع الوطنية والدولية، مع تعزيز ونمذجة أفضل الممارسات في التعليم عن بعد. في يوم الخميس، 11 أبريل 2007، أعلن الرئيس نيلز-إريك أندرسون في اجتماع كنيسة خاصة أن الجامعة قد تلقت للتو هدية بقيمة 8.5 مليون دولار. طالب المانحون المجهولون بإنفاق الأموال على ما يلي: إنشاء المدخل الجديد في Old US 31 (تم افتتاحه رسميًا في 2 يونيو 2008، وسُمي جي إن أندروز)، كرسيان موقوفان: أحدهما لقسم التسويق في كلية إدارة الأعمال والثاني في قسم الوزارة المسيحية في مدرسة السبتيين اللاهوتية السبتيين، بناء صالة حلب لمصنع ألبان أندروز، وتجديد المطبخ ومرافق تناول الطعام في مركز الحرم الجامعي ودعم البرنامج التعليمي لقسم الملاحة الجوية.

## حرم الجامعة

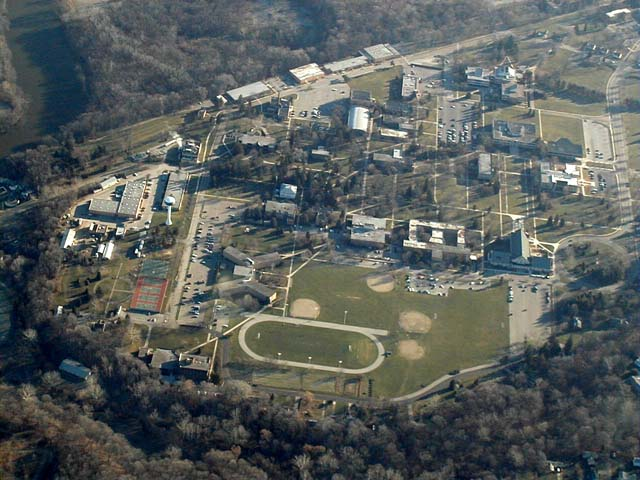
منظر جوي لجامعة أندروز عام 2006

تقع جامعة أندروز في قرية بيرين سبرينغز في جنوب غرب ميشيغان. يقع الحرم الجامعي بجوار نهر سانت جوزيف وعلى 12 ميل (19 كـم) من شواطئ بحيرة ميشيغان. تقع ساوث بيند، إنديانا، موطن جامعة نوتردام، على 25 ميل (40 كـم)، وبالتالي، فإن بعض أعضاء هيئة التدريس أندروز لديهم تعيينات مشتركة مع نوتردام. 
1,600 أكر (6.5 كـم2) تم تعيين الحرم الجامعي رسميًا كمشتل. يحتفظ الحرم الجامعي بمجموعة متنوعة من الأشجار الأصلية، خاصة حول الكواد في وسط الحرم الجامعي. يتكون الحرم الجامعي من 27 مبنى تعليمي، ومركز هوارد للفنون المسرحية، ومنتزه جوي، وأربع قاعات إقامة فردية وأربعة مجمعات سكنية. المهاجع الأربعة في الحرم الجامعي هي لامسون هول، وقاعة الطالبات الجامعيات، ودامازو هول، وقاعة الخريجات، ماير هول، وقاعة الطلاب الجامعيين، وقاعة بورمان، وهي في الأساس للرجال من الخريجين أو طلاب المعاهد الدينية. تفرض قاعات السكن بشكل صارم حظر تجول اعتمادًا على عمر الطالب، بالإضافة إلى سياسة الزيارة التي لا تسمح للطلاب من الجنس الآخر في غرف النوم في أي وقت. يُطلب من الطلاب الذين يعيشون في الحرم الجامعي أيضًا حضور عدد من خدمات العبادة. تشمل الأعمال الفنية في الحرم الجامعي كورتن ستيل للنحت، وإرث القيادة، والتجديد.

## أكاديميون
تتكون الجامعة من ثماني مدارس / كليات، تقدم 130 تخصصًا جامعيًا و 70 تخصصًا للدراسات العليا. بالإضافة إلى ذلك، يتم الإشراف على شهادات الدراسات العليا في العديد من المجالات من قبل كلية الدراسات العليا.
يبلغ معدل الاحتفاظ بالطلبة الجدد بالجامعة 83.9٪ بينما معدل التخرج 53.3٪.

### كلية العمارة والتصميم الداخلي
بدأت كلية الهندسة المعمارية كبرنامج معماري بسيط في عام 1974، حيث قدمت درجة الزمالة. حصل البرنامج على الاعتماد الكامل كبرنامج بكالوريوس في عام 1987. في عام 2002 تمت الموافقة على البرنامج لتقديم 5 1⁄2 المجلس الوطني للاعتماد المعماري (NAAB) - ماجستير في الهندسة المعمارية. في 29 أكتوبر 2007، صوت مجلس الأمناء على إعادة تصنيف قسم الهندسة المعمارية إلى كلية الهندسة المعمارية. في يناير 2012، تم دمج كلية الهندسة المعمارية مع قسم الفنون والتصميم لتشكيل مدرسة الهندسة المعمارية والفنون والتصميم. ونتيجة لذلك، تم إدخال تخصصين جديدين في برنامج الهندسة المعمارية: التصميم الداخلي وإدارة البناء. في عام 2016، أعيد تنظيم الأقسام مرة أخرى، حيث ترك قسم الفن والتصميم في المدرسة كلية الهندسة المعمارية والانضمام إلى قسم الاتصالات، وإنشاء كلية الهندسة المعمارية والتصميم الداخلي وقسم الفنون المرئية والاتصالات والتصميم. كاراي كارساكالين هي العميد الحالي لكلية الهندسة المعمارية والتصميم الداخلي.
الاستوديو بقيادة الأستاذ المساعد أندرو فون مور. أدت المشاريع السابقة إلى اعتماد البلدية وتنفيذها. تشمل المشاريع السابقة لكلية الهندسة المعمارية خططًا مجتمعية لبالمر (ألاسكا)، وإمبراطورية، وخليج ساتونز، ومدينة ترافيرس ووين (ميشيغان)، وبيلينجز (مونتانا)، وميتشيغان سيتي، وبليموث (إنديانا)، وهيندرسون بوينت وسوسير (ميسيسيبي). تعد كلية الهندسة المعمارية بجامعة أندروز واحدة من خمسة برامج معمارية معتمدة في الولايات المتحدة وتقع في جامعة مسيحية. في عام 2020، تلقت المدرسة خطابًا مفتوحًا من طلابها الحاليين والسابقين الذين وقعوا ضحايا للعنصرية التي ارتكبها القسم.

### كلية الآداب والعلوم
تعد كلية الآداب والعلوم، التي تم تنظيمها رسميًا في عام 1974، الأكبر من بين مدارس الجامعة الست. وهي مقسمة إلى ثلاثة عشر قسمًا تغطي مجموعة واسعة من الموضوعات التي تشمل الفنون الجميلة والعلوم والعلوم الإنسانية والعلوم الاجتماعية. كيث ماتينجلي هو العميد الحالي لكلية الآداب والعلوم. تقدم الكلية أيضًا برامج ما قبل الاحتراف في القانون والصحة وقياس البصر وطب الأسنان والطب، من بين أمور أخرى. يواصل عدد من الخريجين الالتحاق بجامعة لوما ليندا، وهي مؤسسة نتستية مع كلية الطب البروتستانتية المسيحية الوحيدة ومدرسة طب الأسنان في الولايات المتحدة، للحصول على تعليم مهني في الطب وطب الأسنان والتخصصات الأخرى المتعلقة بالصحة.

### كلية إدارة الأعمال
كلية إدارة الأعمال بدأت لأول مرة لعرض التعليم العالي في الأعمال التجارية في عام 1964. يقع في موقعه الحالي في شان شون هال منذ عام 1989 ويقدم درجة البكالوريوس في إدارة الأعمال وماجستير العلوم في الإدارة وماجستير إدارة الأعمال. المدرسة عضو في مجلس اعتماد كليات وبرامج إدارة الأعمال (ACBSP). رالف تريكارتين هو حاليًا عميد كلية إدارة الأعمال. 

### مدرسة التعليم عن بعد والشراكات الدولية
تم نقل كلية التعليم عن بعد والشراكات الدولية (المعروفة سابقًا بجامعة جريجس/ أكاديمية جريجس الدولية) رسميًا إلى ملكية جامعة أندروز في 1 نوفمبر 2010. يقع في جريجس هال بي بالقرب من مدخل الحرم الرئيسي في أولد يو إس-31. في عام 2016، حصلت مدرسة التعليم عن بعد على اسم موسع لمدرسة التعليم عن بعد والشراكات الدولية، مما يعكس المزيد من تركيز المدرسة على الشراكة مع المدارس الشقيقة والحرم الجامعية الإضافية في جميع أنحاء العالم. ألين ثورب هو العميد الحالي لمدرسة التعليم عن بعد والشراكات الدولية.

### مدرسة التربية
تقدم كلية التربية برامج البكالوريوس (بكالوريوس، بكالوريوس)، ماجستير (ماجستير، MAT)، متخصص في التعليم (EdS) ودرجة الدكتوراه (EdD، PhD) في واحد وثلاثين برنامجًا تعليميًا مختلفًا. يوجد أيضًا داخل المدرسة برنامج القيادة بالجامعة، والذي يقدم درجات الدراسات العليا في مجالات القيادة المختلفة. يوجد بالجامعة أيضًا برنامج البكالوريوس في القيادة، والذي يمنح حاليًا الشهادات بدلاً من الدرجات العلمية. روبسون مارينيو هو العميد الحالي لكلية التربية. 

### كلية المهن الصحية
في عام 2012، تم تنظيم مدرسة المهن الصحية. تشمل هذه المدرسة جميع العلوم المتعلقة بالصحة: أقسام التمريض والعلاج الطبيعي وعلوم المختبرات الطبية وعلم أمراض النطق واللغة وعلم السمع والصحة العامة والتغذية والعافية. تم تعيين إيمانويل روداتسيكيرا أول عميد لكلية المهن الصحية، ولا يزال يعمل حاليًا في هذا المنصب.[بحاجة لمصدر]

### كلية تكنولوجيا
تم حل كلية التكنولوجيا رسميًا في عام 2012. تم نقل أقسامها السابقة إلى مدارس أخرى. انضم قسم الفنون البصرية والتصميم الآن إلى قسم الاتصالات لإنشاء قسم الفنون المرئية والاتصالات والتصميم. أصبح قسم الهندسة وعلوم الكمبيوتر وقسم الطيران جزءًا من كلية الآداب والعلوم. وزارة الزراعة هي إدارة قائمة بذاتها يشرف عليها مساعد للرئيس / عميد. 

### مدرسة السبتيين اللاهوتية
تم التصويت على المدرسة اللاهوتية السبتيين للوجود في عام 1936 من خلال عمل المؤتمر العام للكنيسة السبتيين. كانت تعمل في واشنطن العاصمة حتى عام 1960، عندما تم نقلها إلى بيرين سبرينغز، ميشيغان. هناك أصبحت مدرسة في جامعة أندروز المنشأة حديثًا. المدرسة معتمدة بالكامل من قبل رابطة المدارس اللاهوتية في الولايات المتحدة وكندا.
تتمثل المهمة الأساسية للمدرسة الإكليريكية في إعداد القساوسة للكنيسة السبتيين. يتم ذلك بشكل خاص عن طريق برنامج الماجستير في اللاهوت لمدة 3 سنوات. هناك أيضًا برامج ماجستير لمدة عامين في وزارة الشباب والخدمة الرعوية. بالإضافة إلى ذلك، تقدم المدرسة اللاهوتية برنامج الماجستير الأكاديمي في الآداب في الدين لمدة 1-2 سنة وماجستير اللاهوت. كما يتم تقديم ثلاثة برامج دكتوراه: دكتور في الوزارة، ودكتوراه في الفلسفة في الدين، ودكتوراه في اللاهوت. كانت جامعة أندروز أول مؤسسة تقدم درجة الدكتوراه في دراسات السبتية.
تضم المدرسة ستة أقسام: الوزارة المسيحية، وتاريخ الكنيسة، والتلمذة والتعليم الديني، والعهد الجديد، والعهد القديم، واللاهوت والفلسفة المسيحية، والإرسالية العالمية. العميد الحالي للمعهد هو جيشي موسكالا.

### برنامج أندروز هونرز
يوفر برنامج أندروز هونرز مجتمعًا تعليميًا ومنهجًا يركز على التفكير النقدي والمناقشة والمناقشة. البرنامج عضو في مجلس تكريم الغرب الأوسط الأوسط، ورابطة ميتشيغان للشرف، ومجلس الشرف الوطني الجماعي. تم تصميم برنامج أندروز هونرز في عام 1966 من قبل الدكتور بول هامل والدكتورة ميرلين أ. المنهاج الحالي، SAGES (دراسات التعليم العام البديلة للعلماء) تم تطويره من قبل الدكتور مالكوم راسل وقام بتنفيذه الدكتور جوردون أتكينز. المدير الحالي للبرنامج هو د. مونيك بيتمان.

## مكتبة جيمس وايت
تم إنشاء مكتبة جيمس وايت التذكارية الأصلية في عام 1937 كأول مبنى مكتبة قائم بذاته في حرم الجامعة، والذي كان يُعرف آنذاك باسم كلية إيمانويل التبشيرية. في عام 1959، انتقلت برامج الدراسات العليا للطائفة في علم اللاهوت والتعليم من تاكوما بارك، دكتوراه في الطب، إلى بيرين سبرينغز، لتشكيل جامعة شاملة للاحتياجات المتزايدة لكنيسة العالم. لورانس أونساجر هو العميد الحالي للمكتبات بجامعة أندروز. للمكتبة فرعين، مركز موارد المواد الموسيقية، ومركز الموارد المعمارية ومركز أبحاث السبتية. تضم المكتبة أيضًا أرشيفات الجامعة وسجلاتها. تقوم المكتبة أيضًا بفهرسة المواد الخاصة بمكتبة القرن الأثرية. 

## الموقف من الشذوذ الجنسي
جنبا إلى جنب مع معظم مؤسسات السبتيين، تلقت جامعة أندروز انتقادات لموقفها ضد مجموعات الدفاع عن حقوق المثليين. أوقفت الجامعة بيع مخبوزات لجمع الأموال للشباب المثليين بلا مأوى في عام 2015.

## الترتيب
في عام 2021، تم تصنيف جامعة أندروز # 298- # 389 في الجامعات الوطنية من قبل يو إس نيوز آند وورد ريبورت (بالإنجليزية: US News & World Report)‏.